# ايستيبان فيغو
ايستيبان فيغو (بالإسبانية: Esteban Vigo)‏ (17 يناير 1955 فيليث-مالقة إسبانيا - ) هو لاعب كرة قدم إسباني، يلعب كلاعب وسط، شارك في الألعاب الأولمبية الصيفية 1976.

## روابط خارجية
- ايستيبان فيغو على موقع الاتحاد الدولي (مؤرشف)  (الإنجليزية)
- ايستيبان فيغو على موقع الاتحاد الأوربي (الإنجليزية)
- ايستيبان فيغو على موقع قاعدة بيانات كرة القدم.إي يو (الإنجليزية)
- ايستيبان فيغو على موقع ناشيونال فوتبول تيمز (الإنجليزية)
- ايستيبان فيغو على موقع عالم كرة القدم.نت (الإنجليزية)
- ايستيبان فيغو على موقع أوليمبيديا (الإنجليزية)